# Inzar
Inzar fue un colectivo gallego procedente de la fusión del Movimiento Comunista de Galicia y de la Liga Comunista Revolucionaria de Galicia. Xesús Veiga Buxán, que fue diputado en el Parlamento de Galicia, fue su dirigente más conocido.

## Historia
Inzar se constituyó en partido político en 1991, ligado a Izquierda Alternativa. Tras la disolución de esta, en 1993 se integró en el Bloque Nacionalista Galego (BNG). Con poco peso cuantitativo (en 2002 contaba con apenas 234 militantes), acabó por convertirse en un colectivo en el seno del BNG; y, posteriormente, fue uno de los integrantes de la corriente Máis Galiza.
El 28 de febrero de 2012 se anunció su disolución debido a la notable reducción de su proyección pública. Pocos días después, durante la asamblea de Máis Galiza, en la que finalmente esta se escindió del BNG, el líder de Inzar Xesús Veiga fue una de las voces favorables a la continuidad dentro del BNG. Posteriormente la mayor parte de la militancia de Inzar se integró en Abrente-Esquerda Democrática Galega, dentro del BNG.